# The Micronaut
The Micronaut (* 1976 in Rostock als Stefan Streck)  ist ein Künstler im Bereich der elektronischen Musik und Multi-Instrumentalist mit Wohnsitz in Leipzig, der vor allem für seine instrumentale und stilistische Vielseitigkeit bekannt ist. Häufig vermischt er Elemente von Electronica, IDM und Pop mit harten Gitarrensounds in einer einzigen Komposition.

## Werdegang
Stefan Streck aka The Micronaut wuchs in Marlow nahe der Ostseeküste auf. Seit den 1990ern ist er als Musiker aktiv, zunächst als Gitarrist in verschiedenen Emo- und Grindcore-Bands. Anfang der 2000er begann er, mit Hilfe von elektronischem Equipment Ambient- und Dancetracks zu produzieren, bei denen eine Gitarre im Mittelpunkt steht, weshalb er seinen Künstlernamen in The Micronaut umänderte. Aufgrund seiner üppigen Verwendung von Instrumenten und Equipment wurde er von mehreren Medienplattformen als „Ein-Mann-Orchester“ bezeichnet.
Der erste offizielle öffentliche live Auftritt unter dem Künstlernamen fand 2004 in Rostock statt. Er spielte u. a. neben Marcel Dettmann und André Galluzzi.
2011 erschien sein Release-Album „Friedfisch“ beim norddeutschen Label Acker Records. Dem Release folgten zwei weitere Studioalben auf Acker Records. Sein 2016 erschienenes Album „Forms“ wurde als ‚wahrhafter Schmelztiegel aus Sounds‘ beschrieben und zog die Aufmerksamkeit der elektronischen Musikszene mit seinem verspielten und originellen Mix aus Rhythmen und Samples auf sich. Die niederländische Musikpublikation „Lluid“ bezeichnete Forms als „ein Album voll anspruchsvoller tanzbarer Musik mit entspanntem Lounge-Vibe, soliden Basslinien und editierten Vocals“.
2020 unterschrieb The Micronaut bei Christian Löfflers Label Ki Records, wo er sein Album „Olympia (Summer Games)“ veröffentlichte. Das Album führt The Micronauts elaborierten Produktionsstil fort und thematisiert zudem olympische Tugenden, wie Kameradschaft und Solidarität, trotzdem die Spiele 2020 abgesagt wurden. Das Album wurde in weltweiten Musik-Publikationen gefeatured und für seinen vielseitigen und smoothen Mix von Genres gelobt. The Micronaut nannte Stereolab, Dinosaur Jr, Jaga Jazzist, Prefuse 73, Ed Rush & Optical als musikalische Einflüsse für seine Arbeit.

## Live-Performance
The Micronaut spielte in zahlreichen Nachtclubs Deutschlands, unter anderem in der Berghain Kantine und im Uebel&Gefährlich, zudem auf dem Fusion Festival, dem Think Festival und dem Eurosonic Noorderslag. Er eröffnete zudem Sets für Künstler wie Apparat, Paul Kalkbrenner, Ascii Disco, Savas Pascalidis, Ada, The Notwist, Wighnomy Brothers und Jake Fairley.

## Equipment
The Micronaut ist bekannt für seine umfangreiche Nutzung elektronischen Equipments und Instrumenten. Seine reguläres Studio-Setup umfasst u. a. Neumann KH310 Lautsprecher, Korg Poly61, Prophet6, Korg MS2000, Novation Peak, Korg Minilogue Synthesizers. Er spielt zudem regelmäßig Schlagzeug, eine Hagström & Gumiq-Gitarre, einen Fender Precision Bass und eine Takamine Akustik-Gitarre.

## Weitere Projekte
The Micronaut hat ein Indie-Pop Projekt mit seiner Frau Saskia Streck. Unter dem Namen „ASIA IMBISS“ treten sie zusammen neben seinem Hauptprojekt auf.
Stefan Streck stand zusammen mit der für Olympia nominierten Fechterin Anne Sauer für sein Musikvideo zu „Fencing“ vor der Kamera, das auf seinem 2020er-Album „Olympia (Summer Games)“ zu finden ist.
The Micronaut komponiert zudem Filmmusik, so hat er beispielsweise den Soundtrack für Sergei Eisensteins Stummfilmklassiker „Battleship Potemkin“ komponiert, sowie den Soundtrack zu „Mikrokosmos“ von Claude Nuridsany und Marie Pérennou.

## Diskografie
- 2012: Friedfisch (Album, Acker Records)
- 2014: Panorama (Album, Acker Records)
- 2015: Happy Family (EP, Analogsoul)
- 2016: Forms (Album, Acker Records)
- 2018: Contrast (EP, Freude am Tanzen)
- 2018: And Also the Trees (EP, Enfant Fenou)
- 2020: Olympia (Summer Games) (Album, Ki Records)